# Tali Golergant
Tali Golergant (hebr. ‏טלי גולרגנט‎; ur. 26 listopada 2000 w Jerozolimie), powszechnie znana jako Tali – izraelsko-luksemburska piosenkarka, autorka tekstów, aktorka oraz trenerka głosu. Reprezentantka Luksemburga w 68. Konkursie Piosenki Eurowizji (2024).

## Życiorys
Golergant urodziła się w Jerozolimie w Izraelu jako córka peruwiańskiego Żyda oraz matki będącej Izraelką. Podążając za pracą ojca, przeprowadziła się z rodziną przez takie kraje jak Chile i Argentyna, aby ostatecznie się osiedlić w Limpertsberg, dzielnicy Luksemburga, gdzie mieszkała przez dziesięć lat. Zaczęła grać na pianinie w wieku 7 lat oraz zaczęła śpiewać, pisać piosenki i grać w teatrze w wieku 12 lat. Uczyła się w Międzynarodowej Szkole w Luksemburgu, zanim przeprowadziła się do Nowego Jorku, aby studiować teatr muzyczny w Marymount Manhattan College oraz gdzie mieszka obecnie.
W styczniu 2024 zwyciężyła w konkursie Luxembourg Song Contest z utworem „Fighter”, co dało jej możliwość reprezentowania Luksemburga w Konkursie Piosenki Eurowizji organizowanym w Malmö, tym samym stając się pierwszą osobą reprezentującą ten kraj od 1993 roku.
Tali Golergant potrafi płynnie się posługiwać językiem angielskim, hebrajskim i hiszpańskim. Potrafi się również komunikować w języku francuskim i niemieckim.

## Dyskografia

### Minialbum
- 2021: Lose You

### Single
- 2020: Temporary
- 2020: By the Ivory
- 2020: Mountains Between Us
- 2021: Lose You
- 2021: At All
- 2022: Garden of Eden (oraz Sarah Vera)
- 2023: Dancing Alone
- 2024: Fighter
- 2025: Dear Parents